# ياغو فرناندو دا سيلفا
ياغو فرناندو دا سيلفا (بالبرتغالية: Yago Fernando da Silva‏) هو لاعب كرة قدم برازيلي في مركز الدفاع، ولد في 29 أغسطس 1992 في ساو باولو في البرازيل. لعب مع ريد بل براغانتينو ونادي كورينثيانز.

## وصلات خارجية
- ياغو فرناندو دا سيلفا على موقع قاعدة بيانات كرة القدم.إي يو (الإنجليزية)
- ياغو فرناندو دا سيلفا على موقع Soccerway.com (الإنجليزية)
- ياغو فرناندو دا سيلفا على موقع عالم كرة القدم.نت (الإنجليزية)
- ياغو فرناندو دا سيلفا على موقع AS.com (الإسبانية)